# Michael Adolf z Althannu
Michael Adolf I. hrabě z Althannu (německy Michael Adolf Reichsgraf von Althann, Freiherr auf der Goldburg zu Murstetten, jinak též Altheimb; 1574 – 7. května 1636[zdroj?] Vídeň) byl rakouský šlechtic, vojenský velitel a diplomat z rodu Althannů. Uplatnil se ve válkách s Turky a v roce 1610 dosáhl hodnosti polního maršála. Mezitím byl v roce 1608 povýšen na hraběte a po porážce českého stavovského povstání zbohatl na pobělohorských konfiskacích (Vranov nad Dyjí, Jaroslavice, Oslavany), další majetek vlastnil v Dolním Rakousku a Uhrách.

## Život
Michael Adolf byl nejstarším synem Kryštofa svobodného pána z Althannu na Goldburgu a Murstettenu (1541–1589) a jeho druhé manželky, Alžběty baronky Teuffelové z Gundersdorffu (1548–1577).

### Vojenská kariéra

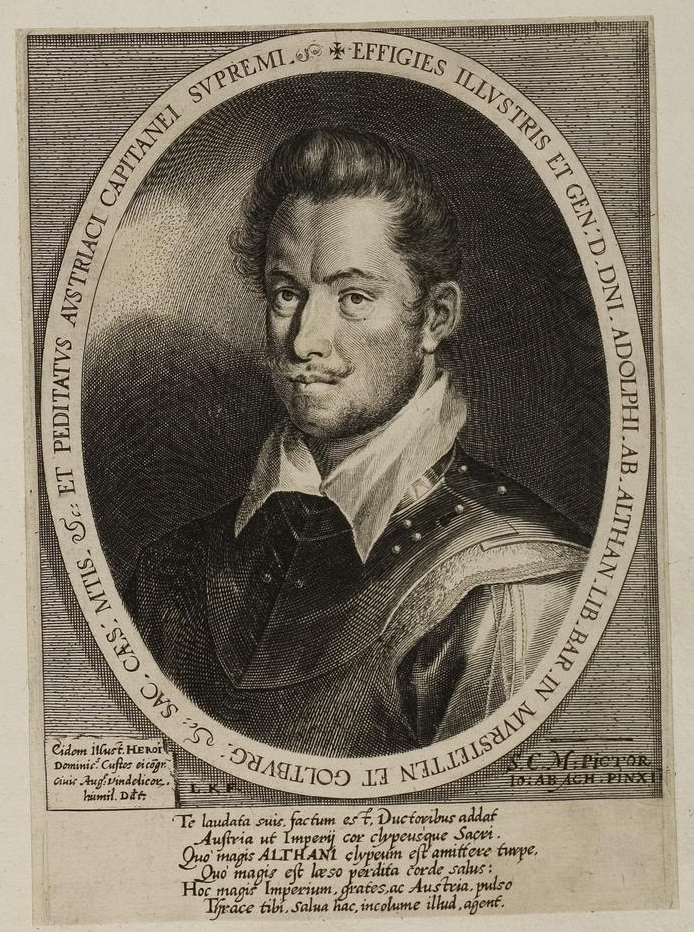
Michael Adolf z Althannu

Absolvoval univerzitní studia a poté se začal věnovat vojenské kariéře. V roce 1598 přestoupil na katolickou víru a při této příležitosti přislíbil, že všichni jeho potomci ponesou jako první křestní jméno Michael, v ženské linii pak jméno Marie. Tato tradice přetrvává až do 21. století. V mládí se vyznamenal válkách s Turky, vynikl v bitvách u Rábu (1594) a u Stoličného Bělehradu (1601). Již v roce 1601 dosáhl hodnosti generálního polního vachtmistra, velel vlastnímu pluku s tisícovkou jezdců, později byl velitelem v Ostřihomi a zemským plukovníkem v Uhrách. V roce 1608 byl povýšen do říšského hraběcího stavu, titul mu byl potvrzen v roce 1610 pro rakouské zeměspolu s polepšením erbu a nárokem na oslovení Wohlgeboren. Byl také císařským komorníkem a členem Tajné rady. V roce 1610 byl povýšen do hodnosti polního maršála.
Již za vlády Rudolfa II. patřil k vlivným osobnostem císařského dvora a kromě vojenské kariéry se uplatnil jako diplomat. Díky znalosti poměrů v Uhrách byl několikrát vyslán k vůdcům protihabsburských povstání Štěpánu Bočkajovi a Gabrelu Bethlenovi. Byl také vyslancem v Istanbulu a v roce 1621 v Polsku.
Jako voják se znovu prosadil v roce 1611, když se během pvpádu pasovských zúčastnil dobývání Prahy. Za vlády císaře Matyáše se stal členem dvorské válečné rady a své postavení si udržel i za Ferdinanda II. V době čekého stavovského povstání se postavil na stranu císaře a jako představitel dolnorakouské šlechty se v roce 1620 zúčastnil holdování novému panovníkovi. V té době patřil k úzkému okruhu Ferdinandových vojenských poradců a podílel se na plánech tažení proti českým stavovským vojskům. Po bitvě na Bílé hoře ze svého postavení vytěžil i majetkové zisky.
V roce 1625 se stal prvním velmistrem krátkodobého rytířského řádu Militia Christiana, jehož byl zakladatelem. Patřil také k významným mecenášům katolické církve, majetkově a finančně zajistil především jezuitskou kolej v Jihlavě, jezuitský řád podporoval také ve Znojmě, Kremži a Spišské Nové Vsi.
Michael Adolf z Althannu zemřel ve Vídni dne 7. května 1636. Kromě dochovaných portrétů jeho osobnost připomíná socha v Sále předků zámku ve Vranově nad Dyjí.

### Rodinné a majetkové poměry

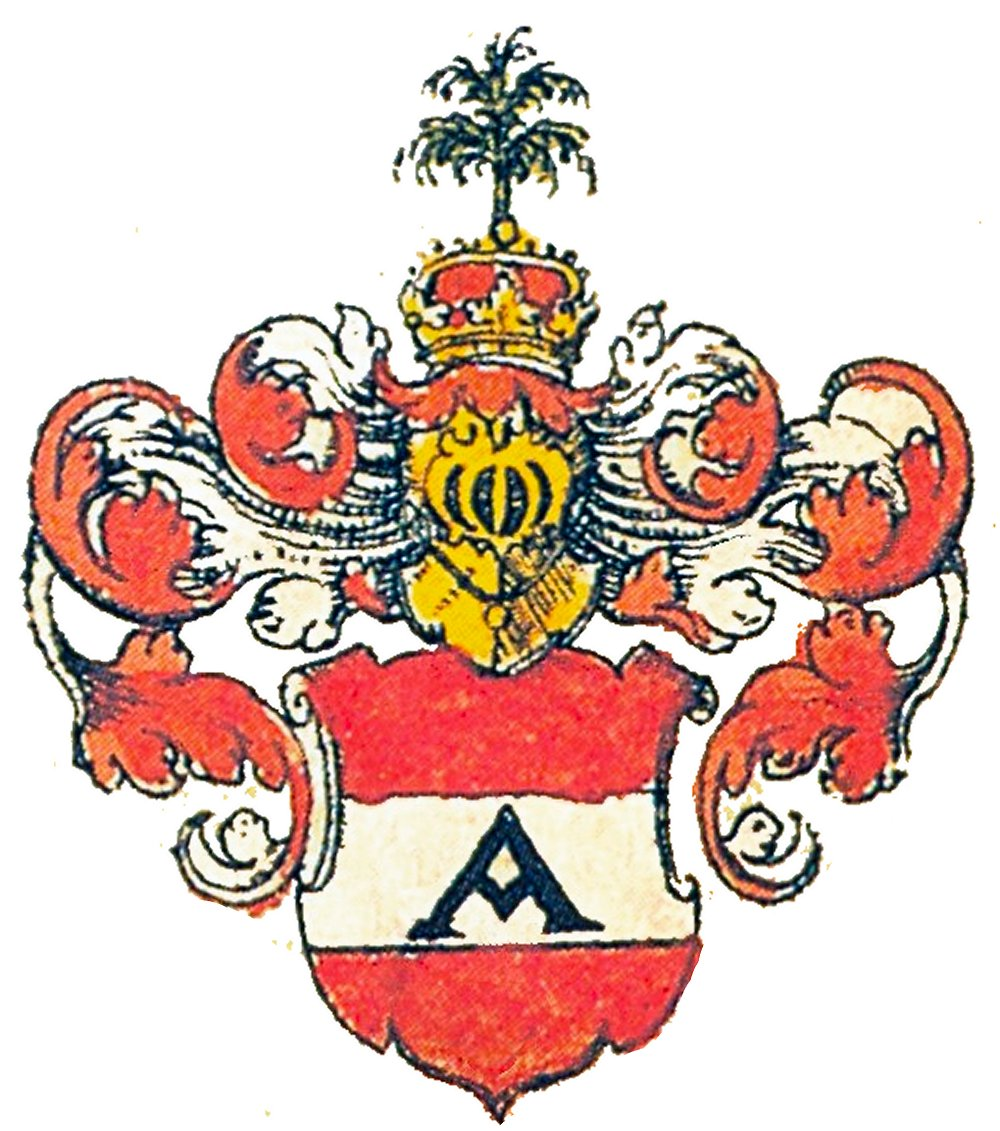
Erb rodiny Althannů

Po otci zdědil rodová panství v Dolním Rakousku (Goldburg, Murstetten), po porážce stavovského povstání se aktivně zapojil do procesu pobělohorských konfiskací a získal panství Vranov nad Dyjí s Novým Hrádkem a Jaroslavice zkonfiskované jeho mladšímu bratru Volfu Dětřichovi (1575–1623), který byl aktivním účastníkem povstání na Moravě. Spolu s dalším bratrem Quintinem (1577–1634) převzal po Volfu Dětřichovi také panství Oslavany. Zatímco Jaroslavice se staly základem althannovského majetku na jižní Moravě až do konce 18. století, panství Vranov prodal v roce 1630 své švagrové, Volfově manželce Dorotě, rozené Stubenbergové (později ale Vranov získali opět jeho potomci). S druhou švagrovou, Quintinovou manželkou Annou Kateřinou, rozenou ze Schwarzenau, vedl později dlouholetý spor o Oslavany, o které měl zvláštní zájem především s ohledem na své aktivity v podpoře katolické církve. Z dochovaných pramenů vyplývá, že ve sporu se svou švagrovou sáhl i k fyzickému napadení.
Michael Adolf z Althannu byl dvakrát ženatý. V roce 1606 se oženil s baronkou Alžbětou ze Stötzingenu (†1624), dcerou barona Rudolfa Ruprechta ze Stötzingenu (1540–1600), hejtmana Dolních Rakous. Druhý sňatek uzavřel v Praze v roce 1627 s Marií Evou ze Šternberka (1605–1668), dcerou Adama II. ze Šternberka. Z obou manželství se narodilo celkem sedmnáct potomků, z nichž deset zemřelo v dětství. Na základě příslibu při konverzi na katolickou víru všichni synové nesli jméno Michael a dcery jméno Marie.
- Michael Jan I. (1607–1646), císařský komoří, nejvyšší lovčí, plukovník
- Michael Ferdinand (1610–1658), císařský tajný rada, komoří, nejvyšší zemský sudí na Moravě
- Marie Kateřina (1612–1644), ∞ 1642 Jan Ferdinand kníže Porcia (1605–1665), císařský nejvyšší hofmistr
- Marie Alžběta (1622–1670), ∞ 1650 Petr František Arnošt hrabě Mollart (1612–1670), císařský tajný rada, komoří, nejvyšší kuchmistr
- Michael Adam (1629–1645), jezuita
- Michael Václav (1630–1686), nejvyšší zemský sudí na Moravě, hejtman v Kladsku a diplomat
- Marie Maxmiliána (1635–1689), I. ∞ 1653 Jan Jáchym hrabě ze Sinzendorfu (1613–1665), císařský tajný rada, komoří, člen říšské dvorské rady, dvorský kancléř, II. ∞ 1674 Antonín František hrabě Collalto (1630–1696), nejvyšší zemský sudí a nejvyšší zemský komorník na Moravě
- Marie Zuzana (1636–1661), ∞ 1656 Helmhard Kryštof hrabě Ungnad z Weissenwolffu (1634–1702), císařský tajný rada, komoří, zemský hejtman v Horním Rakousku